# Birte Heribertson
Birte Margareta Heribertson, född Tengeborg den 6 september 1963 i Trelleborg, Skåne, är en svensk skådespelare.

## Biografi
Birte Heribertson har sedan examen från Teaterhögskolan i Malmö år 1991 haft en teaterkarriär som spänner över flera genrer såsom barnteater på Sagohuset i Lund, fars på Palladium, buskis på Vallarnas Friluftsteater, Molière under bar himmel på Marsvinsholms slott och med Shakespeare och klassiskt drama på Malmö Stadsteater, Moomsteatern och på Teater InSite i Malmö.
Hon har även medverkat i TV-produktioner såsom Bron och Wallander, och i de biografiska produktionerna Maria Larssons eviga ögonblick och Dom över död man.
Birte Heribertson är gift med skådespelaren Bertram Heribertson. Paret bor i Malmö och har två barn.

## Filmografi i urval[4]
- 2002 – Den 5:e kvinnan
- 2005 – Wallander
- 2006 – Kommer aldrig tillbaka (kortfilm)
- 2008 – Maria Larssons eviga ögonblick
- 2011 – The Behemoth (kortfilm)
- 2012 – Dom över död man
- 2013 – Bron
- 2014 – Från djupet av mitt hjärta
- 2016 – Jäkelskap i kikar'n
- 2017 – Finaste familjen

## Teater

### Roller (ej komplett)
| År   | Roll                   | Produktion                                                        | Regi          | Teater                   |
| ---- | ---------------------- | ----------------------------------------------------------------- | ------------- | ------------------------ |
| 1988 | Mäster Pierre Pathelin | Farsen om advokaten Pathelin (La Farce de maître Pierre Pathelin) | Jan Nielsen   | Helsingborgs stadsteater |
| 2001 | Jackie                 | Shang-a-lang Catherine Johnson                                    | Jan Modin     | Helsingborgs stadsteater |
| 2003 | Eivor                  | Himmavid (Masjävlar) Maria Blom                                   | Jan Nielsen   | Helsingborgs stadsteater |
| 2005 |                        | Tartuffe/Bedragaren (Tartuffe, ou l'Imposteur) Molière            | Ragnar Lyth   | Malmö Dramatiska Teater  |
| 2007 | Helen, dottern         | Festen Thomas Vinterberg, Mogens Rukov och Bo hr. Hansen          | Anders Lerner | Malmö Dramatiska Teater  |
| 2008 |                        | Zlatans leende Dennis Magnusson                                   | Dennis Sandin | Malmö stadsteater        |
| 2016 | Ester Sköld            | Jäkelskap i kikar'n Lars Classon och Jojje Jönsson                | Ulf Dohlsten  | Vallarnas friluftsteater |